# ألكساندر ولف
أكسل تيشر هو مصارع ألماني يزن 245 رطلاً وولد في 5 نوفمبر 1986 ويصارع باسم ألكساندر ولف وكان بطل ان أكس تي. كوّن فريق مع ايريك يونغ وهاجم جيف هاردي وال اوسو في سماكداون في عام 2018.

## روابط خارجية
- ألكساندر ولف على موقع IMDb (الإنجليزية)
- ألكساندر ولف على موقع قاعدة بيانات الفيلم (الإنجليزية)
- ألكساندر ولف على موقع دبليو دبليو إي (الإنجليزية)
- ألكساندر ولف على موقع WrestlingData.com (الإنجليزية)
- ألكساندر ولف على موقع CageMatch worker (الإنجليزية)
- ألكساندر ولف على موقع قاعدة بيانات المصارعة على الإنترنت (الإنجليزية)
- ألكساندر ولف على موقع عالم المصارعة على الإنترنت (الإنجليزية)